# Heinrich Müller (Fußballspieler, 1909)

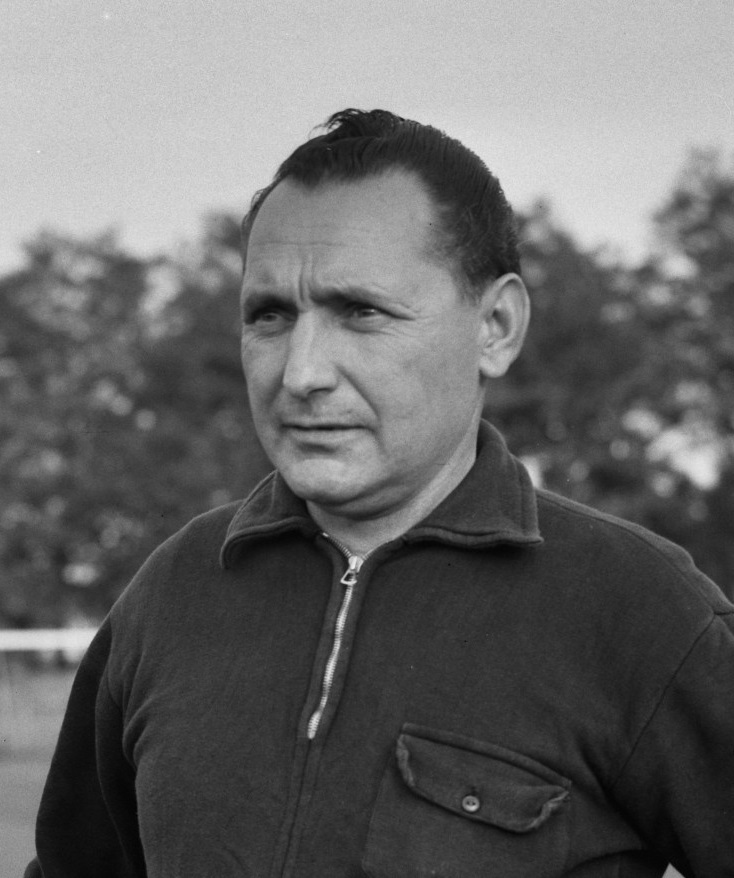
Heinrich Müller (1956)

Heinrich „Wudi“ Müller (* 13. Mai 1909 in Wien; † 5. April 2000) war ein österreichischer Fußballspieler und -trainer.

## Der Spieler
Heinrich Müller wurde am 13. Mai 1909 als Sohn des Schlossergehilfen Johann Müller (* 18. Jänner 1882 in Wien; zuständig nach Nikolsburg, Mähren) und dessen Ehefrau Leopoldine (geborene Krasa; * 28. Juli 1885 in Wien) in Wien geboren und am 23. Mai 1909 auf den Namen Heinrich getauft. Seine Eltern hatten am 24. September 1905 geheiratet. Die Familie lebte zur Geburt von Heinrich Müller in der Schüttelstraße 89 im zweiten Wiener Gemeindebezirk; zum Zeitpunkt der Hochzeit in der Schüttelstraße 91.
Der gelernte Schuhmacher Wudi Müller kam 1921 zum Wiener AC in den Prater, wo er ab 1927 regelmäßig als Verbinder in der Kampfmannschaft zum Einsatz kam. 1928 erreichte er mit dem Praterklub erstmals das Cupfinale, welches noch 1:2 an die Admira ging, konnte diesen Bewerb schließlich 1931 erstmals vor der Austria gewinnen und sich so für den Mitropapokal qualifizieren. 1931 war auch die Geburtsstunde des Wunderteams bei dem Wudi Müllers Klubkollegen Rudi Hiden, Schurl Braun und Karl Sesta mitwirkten.
Dank dieser starken Mannschaft erreichte der WAC sogar das Finale im Mitropapokal 1931, in dem die Schwarz-Roten auf die Vienna im rein-österreichischen Duell trafen. Im Hinspiel in Zürich führten die Praterleute bald 2:0, Wudi Müller hatte den zweiten Treffer nach gutem Zuspiel von Karl Huber erzielt, schlussendlich mussten sich die Athletiker allerdings 2:3 und 1:2 in Wien der Vienna beugen.
Trotz starker Konkurrenten auf der Verbinderposition mit Fritz Gschweidl und Toni Schall schaffte er es drei Mal ins Wunderteam, mit dem er somit 1932 den Europapokal gewann. Insgesamt schoss Wudi Müller vier Länderspieltore in nur fünf Spielen für Österreich.
Den großen Erfolgen des WAC folgten schwere finanzielle Probleme. Dies war ein Grund für Wudi Müller nach einem Angebot von Hungária FC MTK Budapest in die ungarische Hauptstadt überzuwechseln. An der Seite von Spielern wie Gusztáv Sebes und Ferenc Sas durfte er dabei 1936 und 1937 zwei ungarische Meisterschaften feiern. Während seiner Zeit in Ungarn heiratete er am 22. September 1937 in Budapest eine Margarete Maria Schmid. Im Jahr 1940 kehrte Wudi Müller nach der Auflösung der Hungária durch das Horthy-Regime nach Wien zurück und schloss sich der Austria zunächst als Spieler an. Von 1940 bis 1944 lief er für die Violetten auf, unterbrochen durch eine Tätigkeit als Spielertrainer für die BSG Ternitz in der Saison 1941/42. Im Herbst 1946 bestritt er bereits als Austriatrainer nochmals zwei Meisterschaftsspiele.

## Spielerstationen
- Wiener AC
- Hungária FC MTK Budapest
- 1940–1944: FK Austria Wien
  - 1941/42: BSG Ternitz

## Der Trainer
Als Trainer ist sein Name vornehmlich mit der Wiener Austria verbunden. Er trainierte den Club auf drei Amtsperioden verteilt über insgesamt rund zwölf Jahre hinweg – dabei saß er in den 1940er, 50er, 60er und 70er Jahren auf der Bank der Austria. Er ist der längstdienende Trainer der Austria. Am erfolgreichsten war dabei seine erste Amtsperiode, die sich von 1945 bis 1954 erstreckte. Neben den drei Meistertiteln von 1949, 1950 und 1953 gewann er mit der Austria 1948 und 1949 auch den ÖFB-Cup. In den ersten drei Jahren spielte er gelegentlich mit – nach dem schlechten Meisterschaftsstart 1946/47 spielte Müller sogar gleich zweimal – und war damit quasi Spielertrainer.
1951 unternahm die Austria eine legendär gewordene Südamerikareise. Dort besiegte die Mannschaft um Ernst Ocwirk, Ernst Stojaspal und Lukas „Harry“ Aurednik im großen Maracanã von Rio de Janeiro den mit sechs Weltmeistern des Vorjahres angetretenen Club Nacional aus Montevideo hoch mit 4:0. Im April 1953 wurde für Spieler über 30 Jahre die in Österreich geltende Auslandssperre aufgehoben. Insbesondere nach der WM 1954 führte dies zu einem starken Aderlass, von dem die Austria durch den Abgang von Stojaspal, Melchior, Kominek und Aurednik nach Frankreich hart getroffen wurde. Die große Austria jener Zeit zerfiel damit, und auch Wudi Müller nahm seinen Abschied.
In der Folgezeit zog es ihn in die Niederlande. Er saß 1956 für ein Spiel auf der Niederländischen Trainerbank, das die Oranje Elftal mit 3:2 in der Schweiz gewann. Zwischen 1958 und 1961 verbrachte er zwei Jahre beim niederländischen Erstligisten Willem II in Tilburg. 
Nachdem er zwischenzeitlich auch AEK Athen trainiert hatte, kehrte Müller im Dezember 1964 zur Austria zurück. Er löste dort Leopold „Tscharry“ Vogel ab, der die nach dem Abschied von Edi Frühwirth zum Ende der Vorsaison bestehende Lücke füllte. Robert Sara, der dem Verein über 21 Jahre treu bleiben sollte, Thomas Parits, Alfons Dirnberger und Hans „Buffy“ Ettmayer waren vielversprechende junge Talente in dieser Mannschaft. Aber bereits im Frühjahr riss der Faden bei der Mannschaft völlig. Ein siebenter Platz war die schlechteste Platzierung seit langem. Im Sommer 1965 wurde der Verein daher wieder einmal umorganisiert. Wudi Müller blieb Trainer, ihm wurde jedoch Ernst Ocwirk als Sportchef zur Seite gestellt. Mit diesem Team wurde bei der Austria eine harte Welle eingeleitet: Abbau der leistungsschwächeren Legionäre, profiähnliches Training, Beachtung aller Prinzipien eines modernen Fußballs, zügiges Spiel ohne langes Ballhalten, konsequentes Decken.
Vor Jahresende musste Müller schließlich vollends seinen Platz für Ocwirk räumen, blieb der Austria aber als Co-Trainer erhalten und hatte so auch Anteil an den Meisterschaften von 1969 und 1970 sowie den Pokalsiegen der Jahre 1967 und 1970. Seinem letzten Comeback als Chef auf der Trainerbank der Austria war etwas mehr Erfolg beschieden. Die Saison 1971/72 schloss er mit der Vizemeisterschaft hinter den seinerzeit dominierenden SSW Innsbruck ab. 
Heinrich „Wudi“ Müller starb am 5. April 2000 kurz vor seinem 91. Geburtstag und wurde auf dem Wiener Zentralfriedhof bestattet.

## Trainerstationen
- 1946–1955: FK Austria Wien
- 1956: Niederländische Fußballnationalmannschaft
- 1958–1959: Willem II Tilburg
- 1960–1961: Willem II Tilburg
- 1963–1964: AEK Athen
- 1964–1965: FK Austria Wien
- 1971–1972: FK Austria Wien

## Erfolge
- 1 × Mitropacupfinalst: 1931

- 5 × Österreichischer Meister: 1949, 1950, 1953 (als Trainer), 1969, 1970 (als Co-Trainer)
- 2 × Ungarischer Meister: 1936, 1937
- 6 × Österreichischer Cupsieger: 1931 (als Spieler), 1948, 1949, 1960 (als Trainer), 1967, 1970 (als Co-Trainer)

- 1 × Europapokal der Fußball-Nationalmannschaften: 1932 (2 Spiele – 1 Tor)
- 5 Länderspiele und 4 Tore für die österreichische Fußballnationalmannschaft von 1932 bis 1933

### Bilanz als Nationaltrainer der Niederlande
|            | Amtszeit | S         | G – U – V |
| 15-09-1956 | 1        | 1 – 0 – 0 |           |

| Heinrich „Wudi“ Müller – Länderspiele für Österreich |     |          |                               |          |      |
| Datum                                                | Typ | Ort      | Spiel                         | Ergebnis | Tore |
| 20. März 1932                                        | E   | Wien     | Österreich – Italien          | 2:1      |      |
| 2. Oktober 1932                                      | F   | Budapest | Ungarn – Österreich           | 2:3      | 1    |
| 23. Oktober 1932                                     | E   | Wien     | Österreich – Schweiz          | 3:1      | 1    |
| 17. September 1933                                   | F   | Prag     | Tschechoslowakei – Österreich | 3:3      | 1    |
| 1. Oktober 1933                                      | F   | Wien     | Österreich – Ungarn           | 2:2      | 1    |
| - F = Freundschaftsspiel - E = Europapokal           |     |          |                               |          |      |

Quelle: austriasoccer.at